# Toyota Yaris Cross
Toyota Yaris Cross (яп. トヨタ・ヤリスクロス) — субкомпактный кроссовер B-класса производимый японским автопроизводителем Toyota.
Кроссовер построен на платформе GA-B, как и хетчбэк Yaris (XP210), и расположен в модельном ряду между Aygo X и CH-R в линейке кроссоверов Toyota.

## Описание

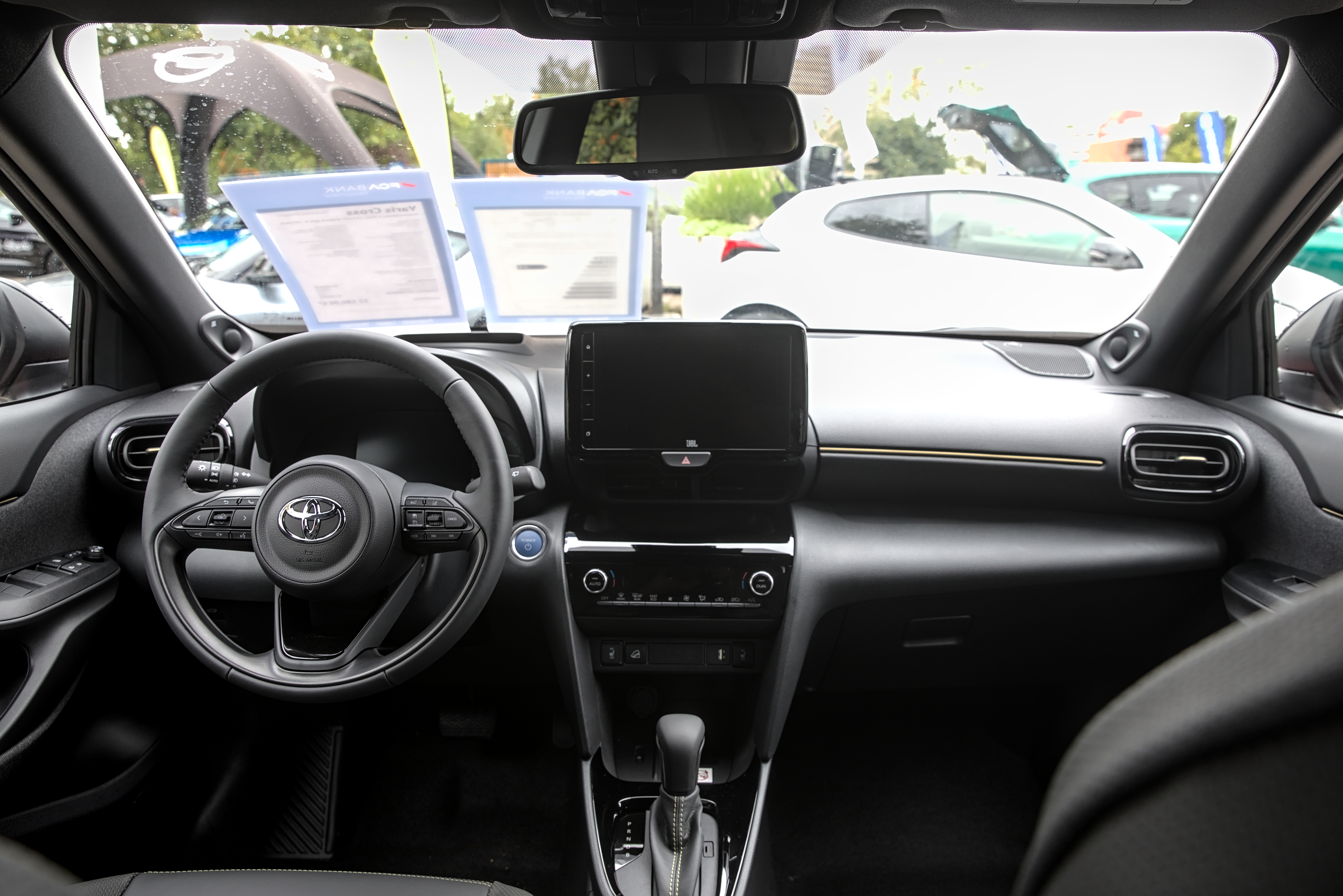
Интерьер

Первоначально планировалось, что Yaris Cross будет представлен на Женевском автосалоне 2020 года, однако шоу было отменено из-за пандемии COVID-19. Модель поступила в продажу в Японии в сентябре 2020 года, в Австралии в ноябре 2020 года и в Европе в середине 2021 года.

## Производство
Yaris Cross производится в Японии на заводе Toyota Motor East Japan и во Франции на заводе Toyota Motor Manufacturing France, так же, как и стандартный Yaris.

## Продажи

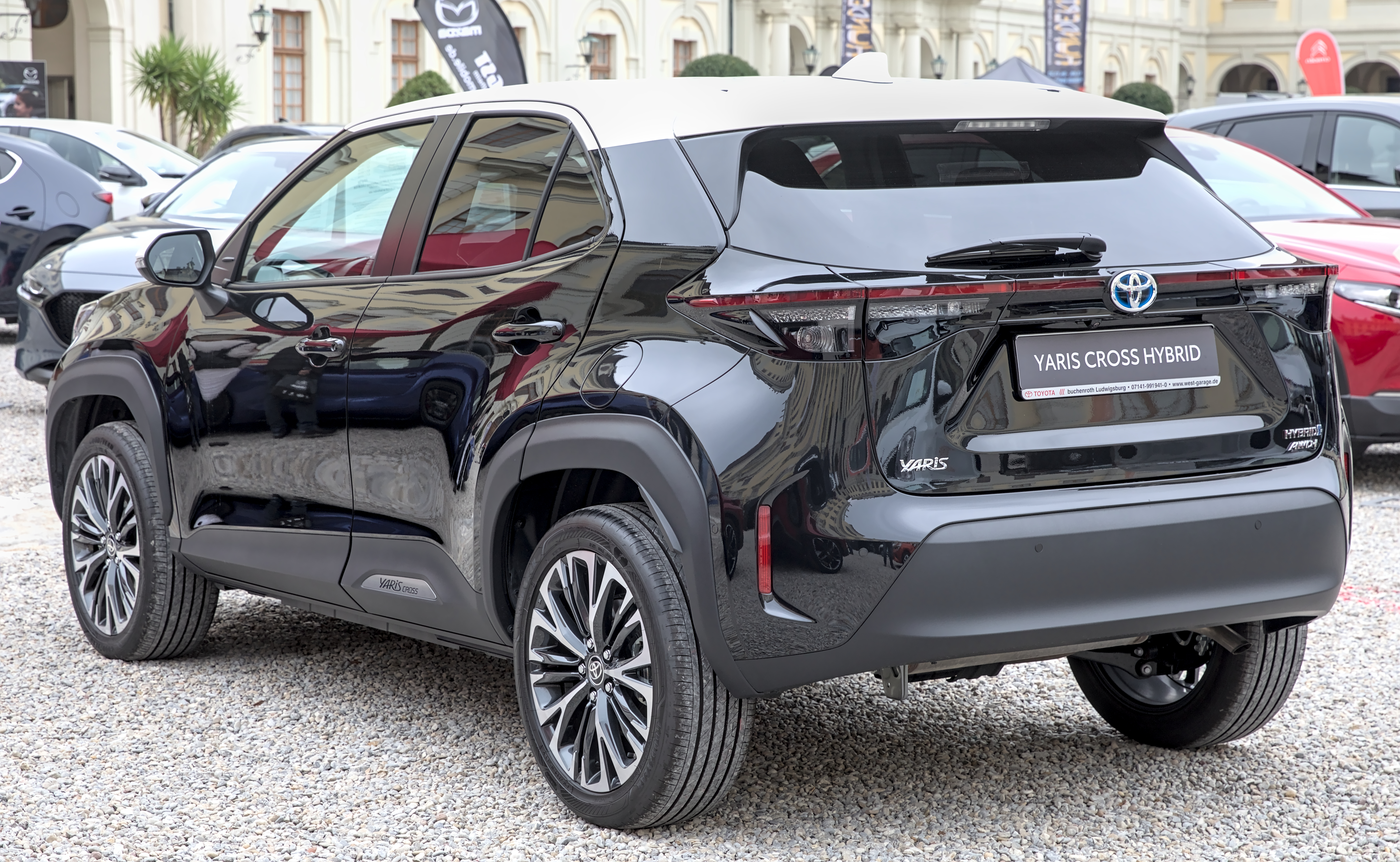
Вид сзади

| Год  | Япония  | Европа | Австралия |
| ---- | ------- | ------ | --------- |
| 2020 | 32,570  |        |           |
| 2021 | ▲98,160 | 26,266 | 7,828     |

## Награды
Toyota Yaris Cross победил в номинации "Мировой городской автомобиль года" (2022 "World Urban Car of The Year").